# Necao I
Necao I, o anche Nechao I, (in egizio Nkȝw; ... – Menfi, 664 a.C.) è stato un faraone della XXVI dinastia egizia.

## Biografia
Il nome di questo sovrano si può trovare in molte forme leggermente differenti, tutte derivate dall'egizio n kȝ w, "Nekau": gli epitomatori di Manetone (Africano ed Eusebio) lo riportano come Nechao mentre negli annali assiri è detto Niku. Altre comuni varianti sono Necao (o Nekao) e Necho (o Neko).

Molto probabilmente figlio di Tefnakht II, Necao fu il primo tra i principi di Sais ad assumere con certezza la titolatura reale - ossia a proclamarsi faraone - anche se la maggior parte degli storici tende a fare di suo figlio Psammetico il vero fondatore della XXVI dinastia. Inoltre è il primo tra i sovrani elencati da Manetone in tale dinastia, ad essere conosciuto anche attraverso altre testimonianze e prove archeologiche certe.
Nel 672 a.C. Necao I ascese al trono di Sais, mentre appena un anno dopo (671 a.C.) gli Assiri invasero l'Egitto sotto la guida di Esarhaddon. Necao divenne vassallo di Esarhaddon, e questi confermò la sua carica ed i suoi possedimenti oltre ad assegnargliene di nuovi, tra cui probabilmente la città di Menfi.

Nel 669 a.C. l'avanzata di Taharqa della XXV dinastia verso i principati del Delta del Nilo che erano sotto il controllo assiro, indusse Esarhaddon a condurre una nuova campagna in Egitto. L'improvvisa morte del re assiro però interruppe tale controffensiva, che poté essere ripresa dal figlio Assurbanipal soltanto nel 667/666 a.C., dopo aver risolto una crisi politica scoppiata in patria alla morte di Esarhaddon.
In un momento non precisato dopo la sconfitta e fuga a Tebe di Taharqa, Assurbanipal venne a sapere dell'esistenza di un complotto tra il re fuggitivo ed alcuni principi del Delta tra cui vi era pure Necao. Il re assiro catturò e condusse i congiurati a Ninive, non prima di aver ucciso parte della popolazione delle città da loro governate.

Tuttavia Necao - unico tra i congiurati - venne graziato da Assurbanipal: ben presto fu reinsediato a Sais, gli vennero persino conferiti doni e nuovi possedimenti e suo figlio Psammetico venne fatto signore di Atribi. Con questo atteggiamento particolarmente diplomatico, il re assiro sperava di poter contare sulla lealtà di un alleato egizio in caso di una nuova offensiva dei faraoni della XXV dinastia, e forse di suscitare e rafforzare tra le due casate una rivalità a causa di interessi comuni.

È opinione comune degli storici, infatti, che Necao I cadde nel 664 a.C. presso Menfi, dopo 8 anni di regno, difendendo i suoi territori da una nuova avanzata kushita condotta da Tanutamani, successore di Taharqa.
I reperti archeologici relativi a questo faraone sono piuttosto rari, tra cui una statuetta in ceramica smaltata raffigurante Horus e recante i cartigli di Necao, conservata oggi al Petrie Museum of Egyptian Archaeology (UC 14869).

## Titolatura
| G5 |

| G5 |

|       |
| \| \| |
|       |
|       |

|  |

|       |
| \| \| |
|       |
|       |

|  |

| G16 |

| G16 |

|  |

| G8 |

| G8 |

|  |

| M23 · X1 | L2 · X1 |

| M23 · X1 | L2 · X1 |

| N5 | L1 | mn |

| N5 | L1 | mn |

| N5 | L1 | mn |

| N5 | L1 | mn |

| N5 | L1 | mn |

| N5 | L1 | mn |

| N5 | L1 | mn |

| N5 | L1 | mn |

| G39 | N5 |

| G39 | N5 |

| n | kA | w |

| n | kA | w |

| n | kA | w |

| n | kA | w |

| n | kA | w |

| n | kA | w |

| n | kA | w |

| n | kA | w |